# Талги
Талги́ (кум. Талгин) — село в Республике Дагестан. Входит в состав городского округа Махачкала. Административно подчинён Ленинскому району города Махачкала.

## География
Селение является анклавом городского округа Махачкала и находится на территории, окружённой землями Буйнакского района. Расположено у подножья горы Кукуртбаш, в долине реки Черкес-озень (Талгинка), в 8 км к юго-западу от города Махачкала.

## История
Первое поселение на месте посёлка появилось около 250 лет назад. Но своё развитие получил с началом строительством курортного санатория. Генеральный план и схема планировки посёлка была разработана в 1928—1930 годах архитектором-градостроителем А. П. Иваницким.

## Население
| 1939 | 1989 | 2002  | 2010  | 2021  |
| ---- | ---- | ----- | ----- | ----- |
| 112  | ↗603 | ↗1071 | ↗1582 | ↗2592 |

Национальный состав
По данным Всероссийской переписи населения 2021 года:
| Народ      | Численность, чел. | Доля от всего населения, % |
| ---------- | ----------------- | -------------------------- |
| даргинцы   | 1989              | 76,74 %                    |
| аварцы     | 354               | 13,66 %                    |
| кумыки     | 173               | 6,67 %                     |
| табасараны | 32                | 1,23 %                     |
| другие     | 40                | 1,54 %                     |
| не указано | 4                 | 0,16 %                     |
| всего      | 2592              | 100 %                      |

## Санаторий
В поселке действует бальнеологический санаторий «Талги» (бывший курорт). Организован в 1927 году, когда на базе сульфидных высококонцентрированных сероводородных источниках: Гиик-Салганский, Петровский и Таркинский была построена первая водолечебница.